# Xysticus ovatus
Xysticus ovatus is een spinnensoort uit de familie van de krabspinnen (Thomisidae).
De wetenschappelijke naam van de soort werd in 1876 gepubliceerd door Eugène Simon.